# Kap Gates
Kap Gates ist ein vereistes Kap, das den nordwestlichen Ausläufer der Carney-Insel vor der Bakutis-Küste des westantarktischen Marie-Byrd-Lands markiert.
Der United States Geological Survey kartierte es anhand von Luftaufnahmen vom Januar 1947 der US-amerikanischen Operation Highjump (1946–1947). Das Advisory Committee on Antarctic Names benannte es 1967 nach Thomas S. Gates (1906–1983), Unterstaatssekretär bei der United States Navy vor und während der ersten Operation Deep Freeze sowie späterer Verteidigungsministerium der Vereinigten Staaten.